# 黑斑蝇狼
黑斑蝇狼（学名：Philaeus chrysops）为跳蛛科蝇狼属的动物。在中国大陆，分布于吉林、辽宁、内蒙古、新疆、北京、山西等地。该物种的模式产地在中国。